# Phaniola cerina
Phaniola cerina là một loài ruồi trong họ Tachinidae.